# Сосайті-Гілл (округ Міддлсекс, Нью-Джерсі)
Сосайті-Гілл (англ. Society Hill) — переписна місцевість (CDP) в США, в окрузі Міддлсекс штату Нью-Джерсі. Населення — 3829 осіб (2010).

## Географія
Сосайті-Гілл розташоване за координатами 40°32′4″ пн. ш. 74°27′22″ зх. д. / 40.53444° пн. ш. 74.45611° зх. д. (40.534508, -74.456080).  За даними Бюро перепису населення США в 2010 році переписна місцевість мала площу 3,59 км², з яких 3,59 км² — суходіл та 0,00 км² — водойми.

## Демографія
Згідно з переписом 2010 року, у переписній місцевості мешкало 3829 осіб у 1226 домогосподарствах у складі 905 родин. Густота населення становила 1065 осіб/км².  Було 1264 помешкання (352/км²).
Расовий склад населення:
| - 44,6 % — азіатів - 34,8 % — білих - 15,6 % — чорних або афроамериканців - 0,1 % — корінних американців - 2,2 % — осіб інших рас |

До двох чи більше рас належало 2,7 %. Частка іспаномовних становила 7,1 % від усіх жителів.
За віковим діапазоном населення розподілялося таким чином: 19,6 % — особи молодші 18 років, 71,9 % — особи у віці 18—64 років, 8,5 % — особи у віці 65 років та старші. Медіана віку мешканця становила 33,5 року. На 100 осіб жіночої статі у переписній місцевості припадало 90,2 чоловіків;  на 100 жінок у віці від 18 років та старших — 87,3 чоловіків також старших 18 років.
Середній дохід на одне домашнє господарство  становив 101 766 доларів США (медіана — 91 439), а середній дохід на одну сім'ю — 124 391 долар (медіана — 111 324). За межею бідності перебувало 12,4 % осіб, у тому числі 7,3 % дітей у віці до 18 років та 12,4 % осіб у віці 65 років та старших.
Цивільне працевлаштоване населення становило 1629 осіб. Основні галузі зайнятості: освіта, охорона здоров'я та соціальна допомога — 27,0 %, науковці, спеціалісти, менеджери — 19,2 %, виробництво — 13,0 %, фінанси, страхування та нерухомість — 10,7 %.